# 岳阳市郊区
岳阳市郊区，中华人民共和国旧区名。面積196平方公里，下轄8個鄉，36個行政村。1992年末人口為9.57萬人。
1984年由岳阳市设置。在今湖南省岳阳市郊。1996年撤销，改设君山区。